# George Bullock (Fußballspieler)
George Frederick Bullock (* 2. Januar 1916 in Wolverhampton; † 31. Mai 1943 bei Appleton) war ein englischer Fußballspieler.

## Karriere
Bullock spielte in der Saison 1935/36 bei Oakengates Town in der Birmingham & District League an der Seite seines Bruders Sam, der ein kurzes erfolgloses Intermezzo bei Stockport County hatte. Im Sommer trainierte George Bullock, der für Oakengates 15 Treffer erzielt hatte, einen Monat beim FC Birmingham mit und soll auch einen Vertrag angeboten bekommen haben; ab Ende September 1936 spielte er dann aber für Oakengates' Ligakonkurrent Stafford Rangers, erneut an der Seite seines Bruders. In den folgenden Monaten erzielte der Rechtsaußen 21 Tore und machte damit mehrere Klubs der Football League auf sich aufmerksam. Im April 1937 wurde er von Angus Seed zum Zweitdivisionär FC Barnsley geholt und gab bereits vier Tage später bei einer 0:3-Niederlage gegen den FC Burnley sein Pflichtspieldebüt.
Zum Auftakt der folgenden Saison 1937/38 erzielte Bullock den 1:0-Siegtreffer beim Auswärtsspiel gegen Newcastle United, wenige Tage später traf er auch beim 3:0-Rückspielerfolg mit einem Distanzschuss. Bis Anfang November Stammspieler, verletzte er sich in einem Spiel um den Sheffield & Hallamshire County Cup gegen Rotherham United am Knie und fiel für drei Monate aus. Bullock kehrte im Februar 1938 in die Mannschaft zurück, das Team blieb an den letzten acht Spieltagen sieglos und rutschte dadurch noch auf einen Abstiegsplatz.
In der Spielzeit 1938/39 trug Bullock mit zehn Toren in 39 Einsätzen entscheidend zur souveränen Meisterschaft in der Third Division North und dem damit verbundenen direkten Wiederaufstieg bei. Dabei erzielte er mehrere spektakuläre Tore, darunter den Ausgleichstreffer im Lokalderby gegen die Doncaster Rovers, als er in einer Einzelaktion vier Gegenspieler aussteigen ließ und der vom Korrespondenten des Sheffield Independent überschwänglich als „grüne Oase des Fußballs in einer Wüste der Tristesse“ gefeiert wurde. Auch sein Tor zum 2:0 gegen den FC Chester (Endstand 3:0) Ende Januar 1939, bei dem er zwei Gegenspielern auswich, bevor er den Ball mit einem unhaltbaren Schuss verwandelte, sorgte für langanhaltende Beifallsbekundungen von den Rängen. Nach drei Spielen in der Zweitligasaison 1939/40 sorgte der Ausbruch des Zweiten Weltkriegs für die Einstellung des regulären Spielbetriebs. In den kriegsbedingten Ersatzwettbewerben kam Bullock in den folgenden Jahren für Barnsley noch zu 54 Einsätzen (19 Tore).
Bullock trat der Royal Navy bei und war bei Portsmouth stationiert, für den FC Portsmouth bestritt er daher von Februar 1942 bis zum Ende der Saison 1942/43 als Gastspieler 38 Partien (26 Tore). Highlight seiner Zeit bei Portsmouth war das Finale um den London War Cup im Jahr 1942, die Partie vor 72.000 Zuschauern im Londoner Wembley-Stadion ging trotz klarer Überlegenheit von Portsmouth mit 0:2 gegen den FC Brentford verloren. Die Spielberichte sind darin einig, dass Bullock der beste Spieler der Partie war, so ließ der als „Starstürmer“ gepriesene Bullock „Flanken regnen“, sei „trickreich wie ein Affe“ gewesen, und auch wenn seine „Flanken nicht immer zum größten Vorteil waren, boten mindestens 20 davon produktive Möglichkeiten.“ Ein weiterer vermerkt: „Bullock [...] war der Zauberer des Spiels, schien der eine Mann zu sein, der das Spiel für Portsmouth retten konnte. Er war die gesamte Zeit der Dorn in Brentfords Hälfte und seine Darbietung auf dem rechten Pompey-Flügel [Anm.: Spitzname von Portsmouth] müssen jeden in der Zuschauermenge begeistert haben.“ Zudem holte er einen Elfmeter heraus, der aber von Jimmy Guthrie verschossen wurde. Auch in einem Nachruf von 1943 wird an seine „großartige Vorführung im Wembley“ erinnert, die „eine der Besonderheiten des Spiels“ darstellte.
Ende Mai 1943 befand sich Bullock um kurz nach Mitternacht an Bord eines Militärlasters, der etwa 30 Militärangehörige der Marine nach einem Tanzabend beförderte. Bei Appleton kam das Fahrzeug von der Straße ab und überschlug sich, zu den sechs Todesopfern des Unfalls zählte auch Bullock. Im Mai 1944 wurde zugunsten des „George Bullock Memorial Funds“ unter anderem eine Stadionzeitung versteigert, die von Bernard Montgomery, Spielern von Portsmouth und Brentford sowie Trainer und Präsident von Portsmouth signiert worden war. Ein für August 1943 geplantes Wohltätigkeitsspiel zwischen Portsmouth und Aston Villa wurde nach einer Verschiebung hingegen nicht mehr ausgetragen. Zugunsten seiner Witwe und seiner drei Kinder wurden im November 1943 in Portsmouth und im Oktober 1944 in Gosport Abendveranstaltungen organisiert.